# روجر لويس
روجر لويس (بالإنجليزية: Roger Lewis)‏ هو كاتب سير بريطاني، ولد في 26 فبراير 1960.